# Chloé Mahieu
Chloé Mahieu est une réalisatrice française.

## Biographie
Chloé Mahieu a étudié l'histoire, puis l'histoire de l'art à l'École du Louvre.
En 2017, elle co-réalise avec Lila Pinell le film Kiss and Cry, qui est présenté à l'ACID lors du Festival de Cannes 2017. Elles y suivent des patineuses du club de Colmar.

## Filmographie
- 2012 : Nos fiançailles de Lila Pinell et Chloé Mahieu (documentaire)
- 2013 : Bouclé piqué de Lila Pinell et Chloé Mahieu (court métrage)
- 2014 : Des troubles dans les genres de Lila Pinell et Chloé Mahieu
- 2015 : Business club[3] de Lila Pinell et Chloé Mahieu
- 2017 : Kiss and Cry[4],[5] de Lila Pinell et Chloé Mahieu

## Distinctions

### Récompenses
- Festival de Brive 2012 : Grand Prix France pour Nos fiançailles[6]

### Nominations
- Festival de Cannes 2017 : sélection à l'ACID pour Kiss and Cry